# Throw It on Me
Throw It on Me è un singolo del cantante statunitense Timbaland, pubblicato il 23 luglio 2007 come terzo estratto dal primo album in studio Shock Value.

## Descrizione
La canzone è prodotta insieme al gruppo svedese The Hives, i quali suonano la chitarra e cantano, mentre Timbaland canta come voce principale.
La canzone è stata pubblicata solo in Messico e Australia, dove non era stato pubblicato The Way I Are.

## Tracce
CD Australiano
1. Throw It on Me (album version) - 2:11
2. Throw It on Me (video) - 3:29

## Classifiche
| Classifica (2007)    | Posizione massima |
| -------------------- | ----------------- |
| Australia            | 50                |
| Australia (physical) | 27                |
| Australian (urban)   | 9                 |